# Лангеншельд, Николай Фёдорович
Николай Фёдорович Лангеншельд (швед. Nikolai Teodor Albrekt Langenskjöld; 26 августа [7 сентября] 1855, Хейнола, Санкт-Михельская губерния — 15 [28] августа 1907, Санкт-Петербург) — русский теоретик в области артиллерии, генерал-майор, член Артиллерийского комитета при Главном артиллерийском управлении.

## Биография
В службу вступил в 1873 году после окончания Владимирского Киевского кадетского корпуса. В 1876 году после окончания Михайловского артиллерийского училища, произведён в  подпоручики и выпущен в 33-ю артиллерийскую бригаду. В 1876 году произведён в поручики. В составе своей бригады с 1877 года  участвовал в Русско-турецкой войне, "за боевые отличие" был награждён орденом Святого Станислава 3-й степени с мечами и бантом и чином штабс-капитана.
В 1881 году после окончания  Михайловской артиллерийской академии по I разряду служил на Главном артиллерийском полигоне, под руководством А. П. Энгельгардта участвовал в испытании и разработке  6-дюймовой полевой мортиры. В 1885 году "за отличие по службе" произведён в капитаны.
С 1886 года назначен делопроизводителем, а с 1905 года сверхштатным членом (по вопросам осадной, крепостной и береговой артиллерии) Артиллерийского комитета при Главном артиллерийском управлении. В 1892 году произведён в подполковники, в 1896 году в полковники, в 1906 году в генерал-майоры.
За заслуги в области артиллерии четырежды был награждён Михайловской премией: 1892 год — "за выработанный им способ приспособления 57 миллиметровой скорострельной пушки к помещению в канале 11 дм. береговой пушки для производства практической стрельбы"; 1898 год — "за разработанные им приёмы для производства стрельбы из береговых мортир с принятием в расчёт разнообразных условий обстановки";  1901 год — "за применение анаморфозы кривых, изображающих зависимость между главнейшими данными стрельбы, к составлению сокращённых таблиц стрельбы";  1903 год — "за начальный курс артиллерии".